# Petală (album)
Petală este un album de studio lansat de interpretul român Alexandru Andrieș în 2009 prin Black Crow Music Productions.

## Tracklist
1. Dacă am dreptate (1:57)
2. Unii, alții (2:43)
3. Petală (2:14)
4. Asta e tot (2:44)
5. Bine Rău (0:36)
6. Nu te opri (2:02)
7. Lună plină (3:05)
8. Dor (2:23)
9. Nu-i nici o glumă (2:17)
10. Tu (2:26)
11. Emanații radioase (3:40)
12. Când sunt cu tine (1:56)
13. De trei ori crimă (3:31)
14. Dacă (2:48)
15. Cine știe (3:12)
16. Octombrie (versuri: Alexandru Andrieș, muzică: Francis Cabrel) (2:07)
17. Spectator (3:36)

## Colaboratori
- Voce, Chitară, Pian – Alexandru Andrieș
- Voce – Maria Ioana Mîntulescu, Sergiu Mitrofan
- Saxofon – Cristian Soleanu
- Chitară – Aurel Mitran, George Baicea, Sorin Romanescu
- Pian – Mircea Tiberian
- Chitară bas – Eugen Tegu
- Tobe – Tudy Zaharescu
- Percuție – Victor Panfilov
- Compozitor, Producător, Fotografii, Grafică – Alexandru Andrieș
- Fotografii – Vlad Eftenie, Ștefan Panfili
- Producător – Maria Ioana Mîntulescu, Victor Panfilov
- Înregistrare – Victor Panfilov
- Grafică – Bogdan Iacob